# Spytek Melsztyński (zm. 1399)
Spytek Melsztyński herbu Leliwa (ur. 1364, zm. 12 lub 16 sierpnia 1399 w bitwie nad Worsklą) – wojewoda krakowski od 1384, jeden z sygnatariuszy unii w Krewie, kasztelan krakowski od 1389.

## Życiorys
Był synem Jana, wnukiem Spycimira herbu Leliwa.
Był rzecznikiem następstwa na tronie polskim Jadwigi i jej małżeństwa z Władysławem Jagiełłą, należał do głównych zwolenników unii Litwy z Koroną. W 1385 r. wraz ze swoimi braćmi stryjecznymi Janem z Tarnowa i Spytkiem z Tarnowa wynegocjował i podpisał jako reprezentant Polski pierwszą unię Polski i Litwy zawartą w miejscowości Krewo oraz wydanie królowej Jadwigi za mąż za wielkiego księcia Litwy Władysława Jagiełłę.

Król zaś Władysław po przeprowadzeniu swej koronacji odwdzięczając się obdarowuje hojnymi darami wszystkich znaczniejszych panów polskich. Szczególną hojność okazał wojewodzie krakowskiemu Spytkowi z Melsztyna. Ofiarowuje mu swoje sandały ozdobione wspaniale szlachetnymi kamieniami, złotem, drogocennymi perłami i wielkiej wartości kamieniami. Był bowiem przekonany, że ten większych od innych dołożył starań w sprawie powołania go na tron polski i ukoronowania.

Był bliskim współpracownikiem króla.
Jego siostra Jadwiga była matką chrzestną Jagiełły. Jego żoną była jedna z dwórek królowej Jadwigi – Węgierka Elżbieta, córka Emeryka Lackfi, wielkorządcy Siedmiogrodu (1369–1372).
W 1395 Spytko otrzymał Podole jako lenno.
W 1396 spustoszył posiadłości Władysława Opolczyka, w tym Lubliniec, Olesno i Gorzów Śląski. Po udanej ofensywie na posiadłości Władysława Opolczyka król Władysław Jagiełło nie skorzystał z możliwości zajęcia jego terytorium na terenie Śląska, co mogłoby go postawić w niewygodnej pozycji lennika króla czeskiego. Stąd też zdobyte ziemie oleską i lubliniecką otrzymał w 1396 r. Spytko z Melszytna. W 1397 roku zbył owe dobra w następnym roku na rzecz Przemka cieszyńskiego oraz jego synów, a ostatecznie obdarował nimi swą córkę, która wniosła je we wianie, zawierając związek małżeński z Bernardem opolskim w 1401 r.
W czasie kryzysu związku polsko-litewskiego, po okrzyknięciu Witolda królem, Spytek z Melsztyna wraz z biskupem wileńskim Andrzejem Jastrzębcem zabiegał o kontynuowanie unii polsko-litewskiej.
Był sceptykiem co do powodzenia wojny z siłami Złotej Ordy dowodzonymi przez Temüra Kutługa, dowodził polskimi posiłkami w bitwie nad Worsklą, w której poległ.
Miał trzy córki: Dorotę, Jadwigę i Katarzynę (zamężną z Januszem mazowieckim) oraz dwóch synów: Spytka i Jana.